# Revelstoke (Brits-Columbia)
Revelstoke is een stad in het zuidoosten van Brits-Columbia in Canada, gelegen aan de kruising van de Canadian Pacific Railway met de Columbia. Het stadje met 7139 permanente inwoners ligt zo'n 641 kilometer ten noordoosten van Vancouver en 415 kilometer ten westen van Calgary.

## Ligging

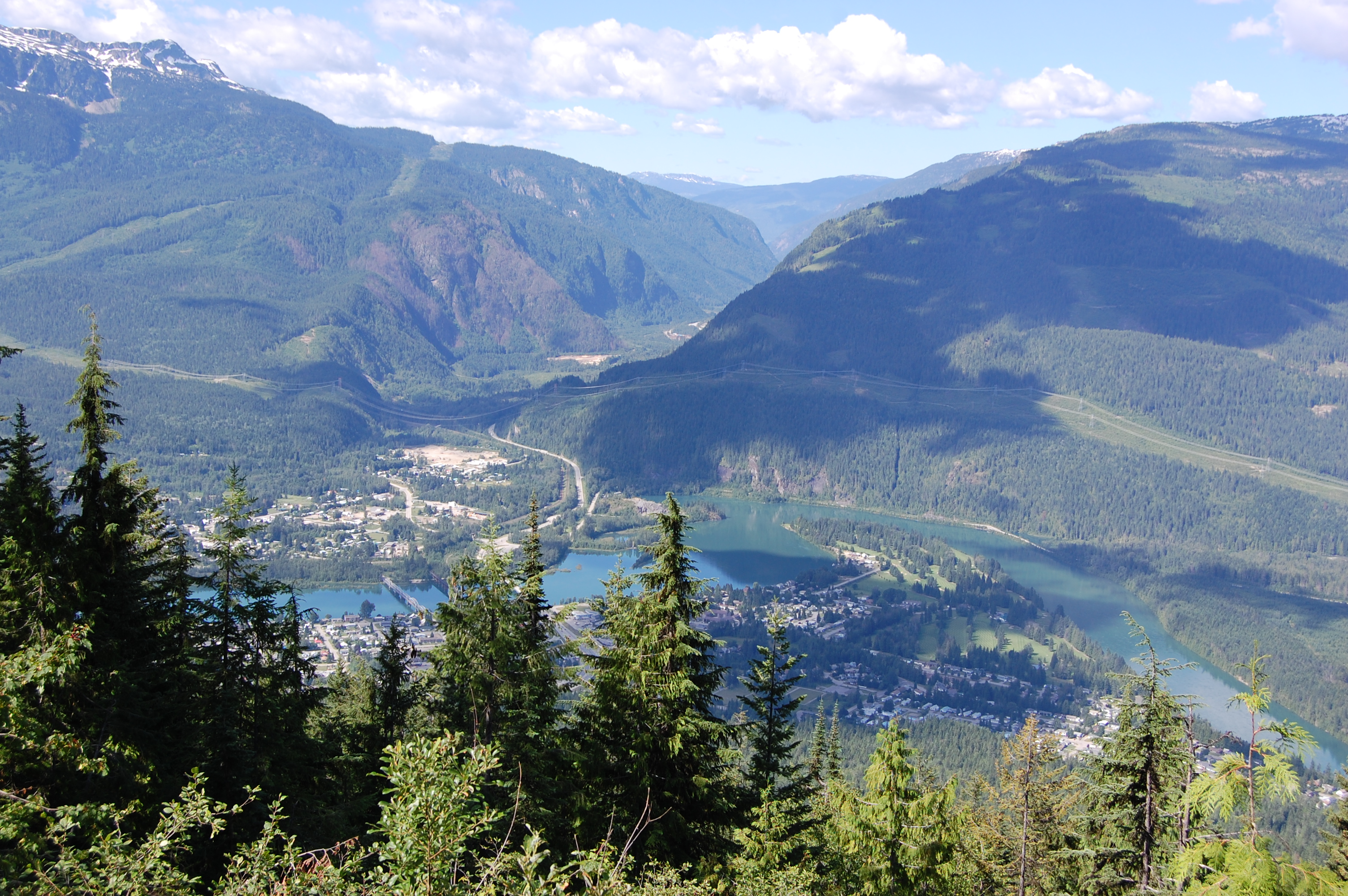
Revelstoke gezien van in Mount Revelstoke National Park

De stad ligt op de linkeroever van de Columbia, net ten zuiden van de Revelstokedam. Ten zuiden van Revelstoke voegt de Illecillewaet zich bij de Columbia en verwijdt de Columbia tot een 200 kilometer lang stuwmeer: het Arrow Lakes Reservoir. Revelstoke ligt middenin de Columbia Mountains. Ten noordwesten van het stadje liggen de nationale parken van Mount Revelstoke en Nationaal park Glacier. Ten oosten van de stad gaat de spoorweg en de Trans-Canada Highway over de 1330 meter hoge Rogers Pass door de Selkirk Mountains heen. Ten westen van de stad gaan ze via Eagle Pass (550 m) over de Monashee Mountains. Zowel de Selkirk als de Monashee Mountains zijn een onderdeel van de Columbia Mountains.

## Geschiedenis

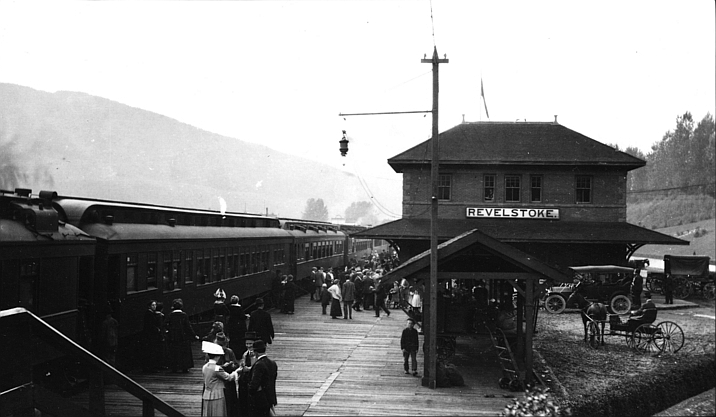
Revelstoke dankt zijn bestaan aan de spoorweg en het station (hier in 1915).

De Canadian Pacific Railway werd in gebruik genomen in de jaren 1880 en passeerde Revelstoke. De aanleg van de spoorweg zorgde voor het ontstaan van de stad Farwell, later hernoemd naar Revelstoke.

## Weer en klimaat
Revelstoke heeft het Canadese record voor de meeste sneeuwval in één winter: in 1971-72 viel er maar liefst 24,47 meter sneeuw op Mount Copeland ten noordwesten van de stad in de Monashee Mountains.